# Monts Hamgyong
Les monts Hamgyong, ou Gangbaekjeonggan, anciennement Pepi Shan' et monts Tumen, sont l'un des plus hauts massifs de montagne de la Corée du Nord, dans le Nord-Est du pays. Leur point culminant, le pic Kwanmo, s'élève à 2 541 mètres d'altitude.